# Vladimir Kisenkov
Vladimir Sergeevič Kisenkov (in russo Владимир Сергеевич Кисенков?; Kaluga, 8 ottobre 1981) è un ex calciatore russo, di ruolo difensore.